# Brunatna plamistość liści

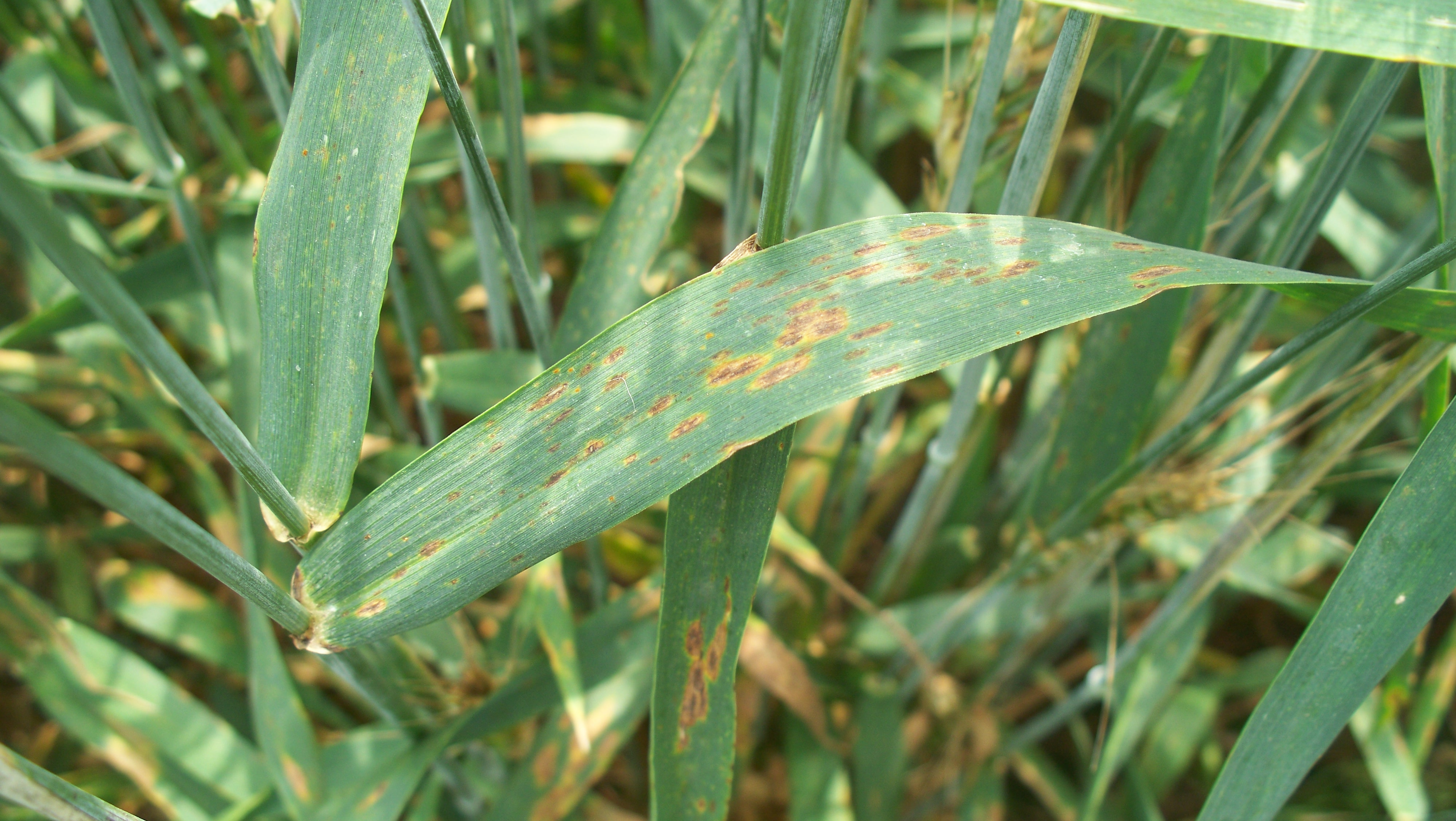
Objawy na liściach pszenicy

Brunatna plamistość liści (ang. wheat tan spot) – grzybowa choroba zbóż wywołana przez gatunek Pyrenophora tritici-repentis. Zwana też brunatną plamistością liści zbóż.

## Występowanie i szkodliwość
Jest to pospolita choroba zbóż, powszechnie występująca w rejonach ich uprawy o klimacie chłodnym i wilgotnym. Po raz pierwszy pojawiła się w latach 80. XX wieku i jej szkodliwość ciągle wzrasta. Coraz częściej występuje również w Polsce. Duże nasilenie tej choroby obserwowano w Polsce w latach 90.
Choroba rozwija się głównie na pszenicy, życie i pszenżycie. Może spowodować straty w plonie sięgające 5–50%. Na jęczmieniu pojawia się rzadko i w niewielkim nasileniu. Objawy choroby pojawiają się w okresie strzelania w źdźbło i wyrastania liści flagowych. Rozwój choroby odbywa się głównie wiosną i jesienią.

## Objawy
Pierwsze objawy pojawiają się na liściach najstarszych (dolnych), potem stopniowo choroba opanowuje coraz wyższe liście. Objawy mają postać brunatnych plam o soczewkowatym, lub nieregularnie owalnym kształcie, otoczonych chlorotyczną obwódką. Czasami plamy nie posiadają obwódki, lub występuje tylko chloroza. W środku plamy często występuje niewielka nekroza. Przy dużym nasileniu choroby plamy zlewają się z sobą, a porażony liść obumiera.

## Epidemiologia
Patogen zimuje na resztkach pożniwnych, na porażonym ziarnie, na dziko rosnących trawach oraz na oziminach. Wiosną rozwijają się na nich pseudotecja. Wytwarzane w nich płciowe zarodniki (askospory) dokonują infekcji pierwotnej. Przenoszone są przez wiatr. W sezonie wegetacyjnym na porażonych roślinach tworzone są bezpłciowo zarodniki konidialne. Przenoszone przez wiatr dokonują infekcji wtórnych rozprzestrzeniając chorobę.
Pyrenophora tritici-repentis może się rozwijać w szerokim zakresie temperatur. Do zakażenia roślin potrzebuje jednak dość długiego okresu wilgotnej pogody. Niezbędny czas zwilżenia liści wynosi 12 -24 godzin, w zależności od podatności danej odmiany zbóż na tę chorobę. Kiełkowaniu zarodników sprzyja także wysoka temperatura – 20–28 °C. W sprzyjających patogenowi warunkach okres inkubacji choroby wynosi 3–8 dni.

## Ochrona
Zapobiega się chorobie lub ogranicza jej rozwój przez:
- dokładne przyorywanie resztek pożniwnych
- stosowanie zabiegów agrotechnicznych przyspieszających rozkład resztek pożniwnych
- uprawa odmian mniej podatnych na chorobę
- przy uprawie odmian podatnych stosowanie przedplonów innych, niż zboża

Takie zabiegi mogą wyeliminować chorobę lub znacznie ją ograniczyć. Jeśli jednak zachodzi konieczność ochrony chemicznej stosuje się fungicydy chloronitrylowe (chlorotalonil), triazolowe (np. epoksynazol), strobilurinowe (np. azoksystrobina), imidazolowe (prochloraz). Opryskiwanie dokonuje się głównie w fazie liścia flagowego, a przy masowym pojawieniu się choroby – jeszcze wcześniej.